# Central District (Seattle)
Le Central District (CD), officiellement appelée Central Area, est un quartier essentiellement résidentiel de Seattle.
Historiquement, le Central District est un quartier à forte diversité ethnique, notamment de la communauté noire.

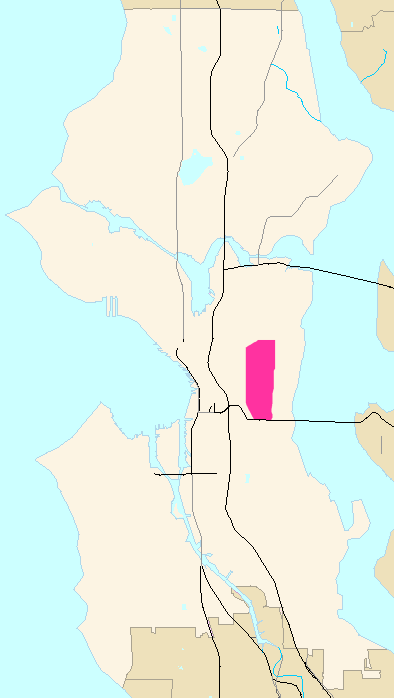
Central District.